# مسجد اسطا مراد
مسجد اسطا مراد هو مسجد قديم من مساجد مدينة تونس، لم يعُد موجودا.

## الموقع
كان يقع بنهج الحكّام.

## التّسمية
استمدّ المسجد تسميته من اسم مؤسّسه الدّاي المرادي أسطا مراد الذي امتدّت فترة حكمه من سنة 1637 إلى سنة 1640 وهو من أصل إيطالي وٌلد سنة 1570 وتوفّي سنة 1640.

## التّاريخ
تمّ بناؤه سنة 1637، سنة تولّي أسطا مراد الحكم.